# András Sárközy
Dans le nom hongrois Sárközy András, le nom de famille précède le prénom, mais cet article utilise l’ordre habituel en français András Sárközy, où le prénom précède le nom.
Pour les articles homonymes, voir Sarkozy (homonymie).
András Sárközy (né le 16 janvier 1941 à Budapest) est un mathématicien hongrois, spécialiste de la théorie des nombres.

## Biographie
András Sárközy est professeur de mathématiques à l'université Loránd Eötvös de Budapest, où il dirige le département d’algèbre et de théorie des nombres. Il est membre de l’académie hongroise des sciences et président du comité de mathématiques de l’Académie Hongroise. Il a été professeur ou chercheur dans au moins cinq pays, y compris cinq ans aux États-Unis. Il a reçu de nombreuses distinctions honorifiques, dont un doctorat honoris causa de l’université de la Méditerranée de Marseille.

## Travaux
Ses travaux ont surtout porté sur la théorie des nombres combinatoire et analytique, mais aussi sur la cryptographie. Il a été l’auteur ou le coauteur de plus de 200 articles et de quatre livres. Il a travaillé avec Rudolf Ahlswede, Antal Balog, József Beck (en), Julien Cassaigne, Árpád Elbert, Peter D. T. A. Elliott, Paul Erdős, Sébastien Ferenczi, Levon H. Khachatrian, Christian Mauduit, Jean-Louis Nicolas (en), Carl Pomerance, Joël Rivat, Vera Sós, W. L. Steiger, Cameron Leigh Stewart (en), Endre Szemerédi, etc.. Il a été le collaborateur de Paul Erdős le plus prolifique, avec 62 articles en commun.

## Théorème de Sárközy-Furstenberg
Pour l’article homonyme, voir Théorème de Sárközy.
En théorie des nombres, le théorème de Sárközy-Furstenberg donne l'existence d'une condition suffisante pour qu'un ensemble d'entiers engendre un carré parfait par soustraction.
Il affirme que pour tout nombre réel d > 0, il existe un nombre N(d) tel que si N > N(d) et si A est un sous-ensemble de {1, 2, 3, … , N} ayant un nombre d'éléments au moins égal à dN, alors A contient deux éléments dont la différence est un carré parfait.
Intuitivement, prenez la suite des nombres entiers de 1 à N. Parmi ces N nombres, vous en prenez n (≤ N) ; vous obtenez un sous-ensemble A ; la « densité » d de A est la proportion des N nombres qui ont été choisis (d = n/N). Calculez toutes les différences possibles entre les nombres sélectionnés. Y a-t-il parmi ces différences une qui soit un carré parfait  (1, 4, 9, 16, etc.) ? Le théorème signifie que, quelle que soit la proportion d choisie, aussi petite soit-elle, il existe un nombre N(d) tel que tous les sous-ensembles A de densité supérieure à d pris dans {1, 2, 3, … , N} où N > N(d) contiennent au moins deux nombres dont la différence est un carré.

## Prix et distinctions
- Prix Széchenyi (2010)
- Médaille Tibor-Szele (2005)